# Fel-Lasa
Fel-Lasa (en árabe: الفلالسة‎, en francés: Felalessa) es una localidad marroquí perteneciente al municipio de El Hbab, la región de Tánger-Tetuán-Alhucemas. Desde 1912 hasta 1956 perteneció a la zona norte del Protectorado español de Marruecos.